# 半導體設備
半导体设备指在半导体製造廠生产制造过程中的设备。主要包括集成电路设备、光伏设备、LED设备和分立器件设备。

## 集成电路设备
集成电路晶圆生产设备关键部件进口额占设备销售额的30%～40%。例如，干泵、分子泵、机械手 （洁净、真空）、高温加热装置 （温控器）、射频电源、真空阀门等。

## 光伏设备
- PRCE晶硅太阳能电池片生产线设备
- 全自动、智能化、大产能单晶硅生长和切片设备

## 中国大陆市场
在 2019年，中国半导体设备继续保持快速增长，根据中国电子专用设备工业协会对国内47家规模以上 （半导体设备年销售收入 500 万元以上） 半导体设备制造商 2019 年完成的主要经济指标统计显示：半导体设备销售收入完成 161.82 亿元，同比增长 30％；半导体设备出口交货值完成 16.35 亿元，同比增长2.6%；半导体设备制造商实现总利润（含所有产品） 27.13 亿元，同比增长 26.7%。此外，2016年—2019 年中国半导体设备制造商销售收入年均增长41.3％，实现总利润年均增长23.5％，出口交货值年均增长27.8％。